# John Hunt Morgan
John Hunt Morgan (Huntsville, 1 de junho de 1825 – Greeneville, 4 de setembro de 1864) foi um general e oficial de cavalaria confederado da Guerra Civil Americana.

## Vida
Em abril de 1862, Morgan liderou o 2º Regimento de Cavalaria de Kentucky (CSA) e lutou na Batalha de Shiloh (6 a 7 de abril de 1862) no Tennessee. Ele então lançou um ataque caro em Kentucky, que encorajou a invasão do General Confederado Braxton Bragg daquele estado em agosto de 1862. Ele também atacou as linhas de abastecimento do General da União William Rosecrans. Em julho de 1863, ele partiu em uma incursão de 1 600 quilômetros em Indiana e Ohio, fazendo centenas de prisioneiros. Mas depois que as canhoneiras da União interceptaram a maioria de seus homens, Morgan se rendeu em Salineville, Ohio, após a Batalha de Salineville. Seu ponto de rendição é o ponto mais ao norte já alcançado pelos confederados uniformizados. O notório "Morgan's Raid" - incursão diversiva da cavalaria confederada nos estados da União de Indiana, Kentucky, Ohio e Virginia Ocidental durante a Guerra Civil Americana. A invasão ocorreu de 11 de junho a 26 de julho de 1863 e recebeu o nome do comandante das tropas confederadas, general de brigada John Hunt Morgan. Embora tenha causado um alarme temporário no Norte, o ataque foi classificado como um fracasso - realizado contra as ordens, não ganhou nenhuma vantagem tática para a Confederação, enquanto a perda de seu regimento foi um sério revés. No entanto, alguns historiadores, como Shelby Foote, argumentam que o ataque e a subsequente distração das forças da União permitiram que o Exército de Bragg escapasse do meio do Tennessee sem ser hostilizado.

Morgan escapou de sua prisão na União em 27 de Novembro de 1863, mas sua credibilidade permaneceu baixa e ele foi restrito a operações menores. Ele foi morto em Greeneville, Tennessee, em setembro de 1864. Morgan era cunhado do general confederado A. P. Hill.